# Nerax cubensis
Nerax cubensis là một loài ruồi trong họ Asilidae. Nerax cubensis được Bromley miêu tả năm 1929. Loài này phân bố ở vùng Tân nhiệt đới.